# Otto Hug
Otto Hug (* 26. Juli 1913 in Marktzeuln; † 22. März 1978 in München) war ein deutscher Strahlenbiologe und Arzt.

## Leben
Otto Hug wuchs in einem Arzthaus im oberfränkischen Marktzeuln auf. Er studierte Medizin bei Franz Volhard an der Universität Frankfurt und bildete sich an der Charité in Berlin unter Rössle und Hamperl zum Pathologen aus.
Während des Zweiten Weltkrieges war er Arzt an der Front und geriet in sowjetische Gefangenschaft. Nach seiner Flucht aus der Gefangenschaft nahm er 1949 die wissenschaftliche Tätigkeit am Max-Planck-Institut für Biophysik in Frankfurt am Main unter der Leitung von Boris Rajewsky auf. 1953 habilitiere er sich mit der Arbeit zu den biologischen Wirkungen des Ultraschalls. 1956 wurde er Professor für Biologie an der philosophisch-theologischen Hochschule Regensburg. Von 1957 bis 1959 war er bei der Internationalen Atomenergie-Organisation in Wien tätig. 1959 wechselte er an die Universität München; dort baute er das Strahlenbiologische Institut der Universität und das Institut für Biologie der Gesellschaft für Strahlenforschung (Neuherberg) auf.
Er war Mitglied bedeutender wissenschaftlicher Gremien wie der Fraunhofer-Gesellschaft, der Bayerischen Akademie der Wissenschaften, der Deutschen Akademie der Naturwissenschaftler Leopoldina (1970) und während fünfzehn Jahren bei der Internationalen Kommission für Strahlenschutz.

## Werk
Hug gilt als einer der bedeutendsten deutschen Strahlenbiologen. Er befasste sich hauptsächlich mit Biophysik, Strahlenbiologie und Klinischer Radiologie und war Mitbegründer der Zeitschrift Radiation and Environmental Biophysics. Seiner Habilitationsarbeit über biologische Wirkungen des Ultraschalls folgten umfangreiche histopathologische Untersuchungen, die zu den späteren strahlenbiologischen Arbeiten überleiteten. Zusammen mit Boris Rajewsky gelangen Hug wichtige Untersuchungen zur Pathogenese akuter Strahlenwirkungen und zur Strahlenkarzinogenese. Mit anderen Kollegen des Max-Planck-Institutes verwirklichte er richtungsweisende kinetische Analysen der Strahlenwirkung. Die Arbeiten an Fermentsystemen erweiterten sich zu einem breiten wissenschaftlichen Programm zum Studium des Zeitfaktors und der Erholung des Strahlenschadens. Die Themen der Untersuchungen, mit denen er sich bis in die letzten Jahre beschäftigte, reichten von der Entdeckung interessanter strahleninduzierter Sofortreaktionen bis zur Revision treffertheoretischer Ansätze.
Er war durch die literarischen Einflüsse im Hause Volhard und im Georgekreis geformt. Während der Gefangenschaft setzte er sich mit der russischen Kultur und Sprache auseinander und übersetzte später Gedichte der Achmatova.

## Rezeption und Nachwirkung
Nach Otto Hug wurde das Otto Hug Strahleninstitut in München benannt.